# Nakoruru
Nakoruru (ナコルル Nakoruru?) es un personaje ficticio en la serie de juegos de lucha Samurai Shodown (Samurai Spirits en Japón) de SNK. Es uno de los personajes más conocidos y populares de la serie junto con el protagonista principal Haohmaru, y fue introducida en el juego original Samurai Shodown en 1993. Nakoruru es una joven bondadosa ainu sacerdotisa que ama la naturaleza y lucha contra el mal con la ayuda de su halcón compañero, Mamahaha. Tiene una hermana menor llamada Rimururu y un alter ego más agresivo y sediento de sangre conocido como Rera. Como uno de los personajes emblemáticos populares de SNK, Nakoruru también ha aparecido en muchos otros juegos y medios.

## Apariciones

### Samurai Shodownjuegos
Nakoruru aparece como un personaje jugable en la mayoría de las entregas de la serie Samurai Shodown. También es jugable en varios títulos derivados para móviles, como el endless runner Samurai Shodown Slash, el juego de acción Samurai: Rougetsuki Densetsu, y el simulador en ascenso Maid by Iroha. En la serie, Nakoruru es una joven amable y tímida que sirve a la Madre Naturaleza como sacerdotisa chamánica de la religión ainu, nacida en la isla de Hokkaido en 1771. A pesar de sus formas generalmente pacíficas, se convirtió en una guerrera Kamui de su pacífico pueblo Kamuikotan (神居古潭) tras la muerte de su padre, a quien idolatraba, y continúa desempeñando este papel a lo largo de la serie, luchando contra el mal, a menudo junto al personaje Haohmaru. Es asesinada en el segundo juego de la serie, sacrificándose para restaurar el equilibrio de la naturaleza. Finalmente fusiona su alma con Gaia y se convierte en "el espíritu santo que deambula por el tiempo" en una forma que se asemeja a un koro-pok-guru.
En Samurai Shodown: Warriors Rage, el espíritu de Nakoruru es un personaje no jugable en el modo historia, pero su minijuego de PocketStation está centrado en ella. También aparece como un personaje no jugable, mentora del protagonista en el juego derivado Nakoruru: Ano Hito kara no Okurimono, una novela visual de aventuras lanzada en 2001 que tiene lugar entre los dos primeros juegos de la serie.
Nakoruru lucha con un preciado makiri ceremonial (un tipo de daga ainu o espada corta a veces conocida como "Ainu kodachi") llamado Chichi-ushi (チチウシ, Toro Padre). Dependiendo de la forma, es asistida por un águila azor montañesa llamado Mamahaha (ママハハ, en su forma "Slash") o por un cruce entre un lobo de Hokkaido y un lobo siberiano llamado Shikuru (シクルゥ, en su forma "Bust"), además de tener otros amigos animales. Sus poderes incluyen comunicarse con la naturaleza, cargar su espada con energía ki, la capacidad de reflejar un proyectil de vuelta a su emisor usando su capa, y curar heridas con el poder de la naturaleza. El ninja americano Galford D. Weller está enamorado de ella. Los finales de Samurai Shodown VI revelaron que Nakoruru y un alter ego de Galford viajaron por el mundo juntos.

### The King of Fightersjuegos
En la serie The King of Fighters, Nakoruru ha aparecido en varios juegos de la serie en roles no canónicos como personaje jugable en The King of Fighters '95 (versión GBA). También apareció como personaje no jugable en The King of Fighters '94 Re-Bout, The King of Fighters 2000 (como una Striker especial para Yuri Sakazaki), The King of Fighters 2002: Unlimited Match y The King of Fighters XIII (en el escenario de Japón y en las versiones para Android/iOS como instructora de tutoriales).
Nakoruru hizo su debut canónico como personaje jugable en The King of Fighters XIV, como líder del "Another World Team." Nakoruru siente la llegada de un nuevo y terrible mal conocido como Verse a través de fisuras en el espacio y el tiempo. Nakoruru viaja al presente y se une a otros personajes para derrotar a Verse. Nakoruru regresa como personaje jugable en SNK All-Star, en el que ella y otros personajes de juegos ambientados en el pasado despiertan en el mundo moderno y deben unirse al personaje Kyo Kusanagi en una lucha para sellar al antagonista de la serie King of Fighters, Orochi.
Más tarde, regresaría Nakoruru en The King of Fighters XV como DLC junto con Haohmaru y Darli Danger; formando el Team Samurai.

### Otros videojuegos
Nakoruru es un personaje jugable en los juegos de lucha Capcom vs. SNK: Millennium Fight 2000 (como un personaje secreto desbloqueable), Capcom vs. SNK 2, SNK vs. Capcom: The Match of the Millennium (como rival de Capcom's Morrigan Aensland), Neo Geo Battle Coliseum, SNK Gals' Fighters y SNK Heroines: Tag Team Frenzy. También es jugable en varios juegos de SNK como Neo Geo Tennis Coliseum, Quiz King of Fighters, y The Rhythm of Fighters.
Nakoruru también ha hecho apariciones en eventos de colaboración en muchos juegos portátiles y móviles, incluyendo AFK Arena, Dai Shingeki RPG! Sister Quest, Dark Avenger X, Granblue Fantasy, The King of Fighters All Star, Kingdom Story: Brave Legion, Kal Kal Kal All Together, Kotatsu Mikuni Kansai Senki, Might & Magic: Elemental Guardians, The Samurai Kingdom, Honor of Kings (Wangzhe Rongyao), Yamato Chronicle, y You Are the Hero!. En Blade Smash, fue rediseñada como una ninja, mientras que en Lost Saga fue convertida opcionalmente en un personaje masculino además de femenino.
Nakoruru es además un personaje no jugable en los simuladores de citas Days of Memories: Oedo Love Scroll y Kaze Maiu Miyako de Tsukamaete!, y tiene un cameo de Rera como Nakoruru en Sekai de Ichiban Atsui Fuyu. Aparece en cartas en SNK Dream Battle y SNK vs. Capcom Card Fighters DS. También aparece como un espíritu en Super Smash Bros. Ultimate de Nintendo, donde un traje de Mii Fighter basado en ella está disponible como contenido descargable.

### Otras apariciones
Nakoruru aparece en la película de anime Samurai Shodown: The Motion Picture y en la miniserie OVA Nakoruru: Ano Hito kara no Okurimono (como personaje principal titular) y Samurai Spirits 2: Asura-Zanmaden (apareciendo junto con Rera en ambas OVAs). También hace un cameo en Fatal Fury: The Motion Picture (en un cosplay de Reiko Chiba), así como en varios lanzamientos de manga (incluyendo como coprotagonista en la adaptación del primer Samurai Shodown por Kyoichi Nanatsuki y Yuki Miyoshi, que fue serializada en Occidente en una revista estadounidense llamada Game On!). También aparece en varios de los CD de drama de la serie y es miembro de la banda de imagen de personajes de SNK, Band of Fighters, protagonizando su propio CD de imagen de personaje.
Nakoruru también aparece en sistemas de máquinas tragamonedas de pachinko, incluyendo de manera destacada en "Samurai Spirits" y especialmente en "Samurai Spirits Oni (Nakoruru)". Tiene docenas de figuras hechas a su imagen, e incluso una figura de tamaño real, además de estar presente en varios otros productos de merchandising como camisetas, y en un juego de cartas coleccionables estadounidense llamado Universal Fighting System. Fiel a su carácter amante de la naturaleza, Nakoruru fue utilizada como mascota en campañas de concienciación ambiental de SNK realizadas junto con las administraciones de las ciudades de Mitaka y Kioto en 1994. En 2007, SNK Playmore también creó un programa de acción social para niños usando a Nakoruru y a la estrella de Fatal Fury, Terry Bogard, como sus mascotas. Una imagen de Nakoruru rezando fue utilizada para apoyar la recaudación de fondos tras el terremoto y tsunami de Tōhoku de 2011.

## Diseño y jugabilidad
El creador de la serie, Yasushi Adachi, eligió a "los dos personajes emblemáticos" Haohmaru y Nakoruru como los personajes que mejor resumen la serie, siendo Nakoruru "un personaje principal en la historia que tiene que luchar por su vida y su destino, y se sacrifica al final para preservar una causa importante," representando así "algunos de los temas más importantes de Samurai Shodown". La idea para el personaje surgió de una percepción moderna japonesa de los pueblos indígenas Ainu de Hokkaido, representados como personas que veneran la naturaleza y coexisten pacíficamente con ella. Antes de que comenzara el proyecto Samurai Spirit, uno de los creadores de Nakoruru había pensado que "algún día las mujeres ainu deberían tener una apariencia de primera clase" en un videojuego, ya que consideraba que habían recibido muy poca atención y representación en los medios modernos.
El diseño de su vestuario se basó en la vestimenta tradicional ainu (en dos versiones principales dependiendo de la longitud de su falda) y se suponía que mezclaba el concepto de una "chica pequeña con una apariencia y personalidad encantadora" con una actuación "innovadora" al comandar a un halcón como compañero en la batalla. Aunque Nakoruru no fue modelada directamente a partir de ningún personaje existente en particular, Hilda de The Great Adventure of Horus, Prince of the Sun y Kamui de The Dagger of Kamui ayudaron en su proceso de concepción. La niña que aparece durante las entradas de Nakoruru en Capcom vs. SNK es una de sus amigas de la infancia introducidas en Nakoruru: Ano Hito kara no Okurimono, Manari. Nakoruru fue notablemente el primer personaje de un juego de lucha que fue revivido tras su fallecimiento y una de las primeras en utilizar un personaje compañero en la jugabilidad.
Nakoruru es una chica bastante pequeña, mide 153 cm de altura. Una versión alternativa de ella, un palette swap con piel bronceada, colores de cabello y ojos diferentes, y un pecho más grande, es la Bust Nakoruru (羅刹ナコルル, Rasetsu Nakoruru) o EX Nakoruru, un personaje recurrente tipo "huevo de pascua" que al final evolucionó en Rera. Popularmente conocida como Purple Nakoruru (紫ナコルル Murasaki Nakoruru?), es una versión más cruel y arrogante de Nakoruru, más violenta en su misión de proteger la naturaleza, y su compañero es Shikuru, el lobo. En la película de anime de 1999 Samurai Spirits 2: Asura Zanmaden, Rera trata de apoyar a su anfitriona en dejar de luchar por un tiempo, pero finalmente comprende a Nakoruru y lo que debe hacerse para ayudar a Shiki. Nakoruru se va para ayudar a Shiki, pero no antes de que Rera la advierta que si no tiene éxito, ella matará a su anfitriona. Rera aparece más tarde al final de la película diciéndole a Nakoruru que se cuide en su viaje. En el juego de lucha orientado al fan service, SNK Heroines: Tag Team Frenzy, Nakoruru aparece por defecto en un disfraz de "sexy vampiro" con un murciélago como su animal, mientras que en The King of Fighters XIV puede vestirse con un uniforme escolar moderno de la "Escuela Secundaria Privada Kamuikotan".
Para compensar el corto alcance del arma de Nakoruru, los jugadores deben confiar en su velocidad para castigar los errores de sus oponentes. Las fortalezas de Nakoruru residen en su supremacía aérea (incluyendo lanzamientos aéreos) y su capacidad para saltar por los lados de la pantalla. También puede recuperarse de sus movimientos un poco más rápido que otros personajes, lo que facilita el uso de tácticas de golpear y huir durante las peleas. Para equilibrarla con el resto del elenco, su fuerza de ataque es ligeramente más débil que la mayoría de los luchadores. Su conjunto de movimientos generalmente incorpora ataques de mayor alcance que proyectan a ella o a sus compañeros animales hacia sus enemigos, por lo que su alcance de ataque no se limita a su espada. Desde Samurai Shodown II, también puede reflejar proyectiles con el movimiento "Kamui Ryusei". Mamahaha puede ser usado por el jugador para atacar a los oponentes en un ataque aéreo diagonal, actuando como el proyectil de Nakoruru y su defensa antiaérea. El jugador también puede ordenar a Nakoruru que lo use como montura por un tiempo limitado. Mientras esté en el aire, los jugadores pueden ordenar a la pareja que se eleve, descienda, o usar a Nakoruru para atacar a los enemigos; puede hacerlo normalmente desde la altura de Mamahaha o los jugadores pueden optar por dejarla caer en un ataque en espiral o usar un ataque en picado diagonal. Los nombres de sus movimientos están escritos en idioma ainu de Hokkaido.
Antes de Samurai Shodown V Special, Nakoruru y Rimururu fueron los dos personajes de la serie conocidos por ser inmunes a los movimientos de muerte sangrienta similares a los Fatality. En Samurai Shodown: Edge of Destiny, Mamahaha no aparece en las peleas excepto en movimientos especiales. La presencia de monos en el escenario de Nakoruru en el Samurai Shodown original fue un error del diseñador de fondos Tomoaki Fukui, que confundió a muchos fanáticos ya que no hay monos en Hokkaido. Hubo intentos de agregar a Nakoruru en la serie The King of Fighters ya durante la década de 1990: un "Equipo de Samurai Spirits" estaba originalmente programado para participar en The King of Fighters '95 y The King of Fighters '96, ya que se tenía la intención de que Nakoruru formara equipo con Galford y Haohmaru.

## Recepción y análisis
Desde su debut, Nakoruru ha sido descrita frecuentemente como uno de los personajes más populares asociados con SNK, con su popularidad derivada de su diseño, motivos y herencia ainu. Desde entonces, se han introducido variaciones del personaje en la serie, lo que ha causado muchos debates sobre cuál es la más popular. El personaje ha sido bien recibido en todo el mundo, volviéndose especialmente popular en Japón. Según el productor de The King of Fighters XIV, Yasuyuki Oda, esto fue una sorpresa, ya que nadie en SNK había esperado que fuera tan popular como lo fue. Nakoruru fue añadida a KOF XIV de 2016 debido a su popularidad perdurable. Su popularidad también resultó en que algunas personas en Japón se interesaran más en los ainu modernos. Fue nombrada el mejor personaje de 1993 por la revista Gamest, y también fue votada como el personaje femenino más popular por los lectores masculinos de Neo Geo Freak en 1997. Nakoruru se volvió particularmente popular entre los cosplayers, y en las obras de fanáticos doujinshi. El halcón de Nakoruru, Mamahaha, fue considerado como un "momento definitorio" de Samurai Shodown, con el personal citándolo como un ejemplo temprano de un "personaje satélite", que consideraron innovador en los juegos de lucha.
Los lazos de Nakoruru con la cultura del pueblo ainu fueron descritos por el libro como un ejemplo de apropiación cultural, donde la popularidad de Nakoruru entre los fanáticos contrasta con las luchas que enfrenta el pueblo ainu. Además, criticaron a Nakoruru como un ejemplo de cómo los ainu fueron caracterizados como "algo permanentemente ubicado en el pasado", así como también cómo fue repetidamente "fetichizada" en múltiples formas de medios, como el doujinshi. Christina M. Spiker en el Journal of Anime and Manga Studies analizó el papel de Nakoruru en la presentación de la imagen del pueblo ainu en la cultura popular. Describió cómo la intensa popularidad de Nakoruru permitió una propagación más fácil de la desinformación sobre el pueblo ainu. También analizó el papel del shôjo, un género de medios dirigido a chicas adolescentes, en el cambio de contexto de cómo se presentó a Nakoruru, describiendo cómo esta presentación desvinculó al personaje de sus raíces ainu y la "reempacó" para crear una "feminidad indígena que las audiencias japonesas pueden consumir fácilmente". Spiker criticó el uso del personaje en producciones de doujinshi, describiendo cómo las raíces ainu del personaje fueron "fetichizadas", y cómo esto propagó desinformación sobre la cultura ainu entre quienes consumieron estas obras. Si bien Spiker consideró que la representación es una introducción valiosa al pueblo ainu en la cultura popular, criticó sus inexactitudes, creyendo que los diversos estereotipos ainu reforzados en el diseño de Nakoruru necesitaban ser desafiados.